# Banda Cavallero

Tre dei quattro componenti della banda (Pietro Cavallero, Sante Notarnicola, Adriano Rovoletto) durante il processo in Corte d'assise.

La banda Cavallero fu una banda criminale che operò tra Milano e la provincia di Torino in una serie di rapine compiute negli anni sessanta. Era composta da:
- Pietro Cavallero, capobanda, detto il Piero (1929-1997), torinese, del quartiere della Barriera di Milano figlio di un falegname, ex attivista comunista, senza lavoro fisso, carismatico e di media cultura;
- Donato Lopez, detto Tuccio (1950-2010), di diciassette anni, uno dei sei figli di un operaio, famiglia emigrata da Taranto a Torino; già falegname impiegato per il padre di Cavallero, poi disoccupato;
- Adriano Pasqualino Rovoletto (1935-2015), di origini venete, figlio di un operaio, apprendista falegname, abitante nelle Case SNIA di Corso Vercelli;
- Sante Notarnicola (1938-2021), di origine pugliese, diploma di quinta elementare, ex segretario della FGCI di Biella, ex venditore ambulante di fiori, ex facchino;
- Danilo Crepaldi, morto in un incidente aereo nel 1966.

## Storia
La banda di rapinatori si formò a Torino in un bar di Corso Vercelli, nel quartiere periferico Barriera di Milano. Non era certo la fame il problema di quegli anni, ma - secondo quanto reso nelle deposizioni, specialmente da Pietro Cavallero, il capo della banda - il desiderio di giustizia sociale, reso ancor più sentito dall'immigrazione. La Banda Cavallero, fortemente politicizzata, simpatizzava per Lenin, ma guardava più propriamente all'anarchia nichilista, a Gaetano Bresci e a Ravachol.
Le rapine rivoluzionarie del gruppo, dopo qualche anno di scacco alla polizia, si trasformarono in violente scorribande. Nel pomeriggio del 25 settembre 1967, dopo aver svaligiato l'agenzia 11 del Banco di Napoli in largo Zandonai a Milano, i quattro seminarono per trenta minuti, lungo le vie cittadine, il terrore e la morte, fuggendo a bordo di una Fiat 1100 D rubata. Nella fuga la banda ebbe ripetuti scontri a fuoco con le auto della polizia, che la inseguiva, e sparava anche su passanti inermi. Sull'asfalto restarono 3 morti: Virgilio Odoni, fattorino di una cartiera; Giorgio Grossi, studente di soli 17 anni; Franco De Rosa, un napoletano emigrato, colpito mentre era a bordo della sua 600 multipla.
Alle 16:00, quando il pomeriggio di fuoco ebbe fine, oltre ai morti rimasero una dozzina di feriti tra i passanti, automobilisti e agenti, alcuni molto gravi, come il piccolo Maurizio Taddei e il maresciallo Giacomo Siffredi. Un paio di giorni dopo la sparatoria morì anche Roaldo Piva, un invalido di guerra malato di cuore, che durante il tragico pomeriggio aveva aiutato gli agenti a catturare Rovoletto, il cassiere e autista della banda, con ancora in mano la borsa di plastica contenente i 6 750 000 lire rubati alla banca: il suo cuore non resse all'emozione ed alla fatica.
Cavallero e Notarnicola vennero successivamente arrestati il 3 ottobre 1967 in un casello ferroviario abbandonato, nelle campagne alessandrine vicino a Villabella, a pochi chilometri da Valenza.

### Al processo
Al processo che si tenne in assise a Milano, nove mesi dopo la cattura della banda, Lopez fu condannato, per la sua giovane età, a 12 anni e 7 mesi di reclusione; gli altri tre ebbero l'ergastolo. Come da accordi precedenti fra i tre, alla lettura della sentenza gli imputati intonarono la canzone "Figli dell'officina".

### Pietro Cavallero
Molti anni dopo i fatti, Pietro Cavallero, convertitosi al cattolicesimo, sconfessò il passato chiedendo perdono. Durante la sua detenzione si dedicò alla pittura (organizzando mostre per beneficenza) e alla scrittura.
Uscito dal carcere nel 1988, si avvicinò alla fede cattolica. Disse: "Tu dai uno schiaffo, l'altro ti perdona. E allora capisci veramente tutto il male fatto: ti senti sconfitto. [...] Nel Vangelo ho ritrovato le mie aspirazioni alla giustizia sociale. [...] La religione si basa sul presupposto che l'uomo può cambiare, può crescere, e questo combatte l'ostacolo più grande alla redenzione, che è il sentirsi inchiodati al proprio ruolo di malvagio."
Passò il resto della sua vita aiutando gli emarginati presso il centro Sermig di Torino.
Morì di cancro nel gennaio del 1997, lasciando diversi dipinti e il libro "Ti voglio bene".

### Sante Notarnicola
Sante Notarnicola diventò un agitatore contro il sistema carcerario, si dichiarò "detenuto politico" e fu tra gli ergastolani più contestatori d'Italia.
Le Brigate Rosse, quando durante il sequestro Moro chiesero allo Stato la liberazione di alcuni prigionieri politici in cambio della liberazione di Aldo Moro, misero Sante Notarnicola all'inizio dell'elenco dei detenuti politici da liberare.
Tornato libero nel 2000, si stabilì a Bologna, dove ha gestito, fino alla sua morte nel marzo 2021, un'osteria nel centro della città e dove ha scritto vari libri di poesia rivoluzionaria.

### Adriano Rovoletto
L'autista della banda morì di cancro il 20 febbraio 2015 all'ospedale CTO di Torino. Aveva 79 anni.

## Film tratto dalla vicenda
Dalla vicenda fu tratto nel 1968 il film Banditi a Milano di Carlo Lizzani con Gian Maria Volonté nei panni di Cavallero, Don Backy nei panni del Notarnicola, Ray Lovelock nei panni del Lopez, Ezio Sancrotti nei panni del Rovoletto e Tomas Milian in quelli del commissario Basevi.

## La banda nella cultura di massa
- Pietro Cavallero viene citato nella canzone dei Gang "Bandito senza tempo", contenuta nell'album Le radici e le ali.
- Sante Notarnicola ha ispirato numerose canzoni ed è stato citato in molti testi, ad esempio la canzone degli Onda Rossa Posse Omaggio a Sante che è a lui dedicata.
- La canzone dei Banda Bassotti La conta, dedicata ai prigionieri politici in Italia, lo cita.
- Nella canzone di Lou X Sulla Costa, c'è una citazione alla Banda: "...miro in alto per davvero come la Banda Cavallero".
- Nella canzone di Lord Bean Quale Ordine, c'è una citazione alla Banda: "...e rivorrei quegli anni in eskimo col muso fiero i pugni alzati in tribunale della banda Cavallero"
- Il maresciallo dei carabinieri Dino Olivieri, che arrestò i banditi nelle campagne dell'alessandrino, compare nei panni di se stesso all'interno del film Banditi a Milano.